# Anatoli Onoprienko
Anatolii Iuriiovîci Onoprienko (în ucraineană Анатолій Юрійович Онопрієнко; n. 25 iulie 1959, Jîtomîr, RSS Ucraineană, URSS – d. 27 august 2013, Jîtomîr, Ucraina) a fost un criminal în serie și ucigaș în masă sovietic și ucrainean. Cunoscut sub poreclele „Bestia Ucrainei” și „Terminatorul”, Onoprienko a mărturisit că a ucis cincizeci și două de persoane după ce a fost arestat în aprilie 1996. Onoprienko a murit în închisoarea din Jîtomîr pe 27 august 2013, la vârsta de 54 de ani.

## Tinerețe
Anatoli Onoprienko s-a născut în satul Laskî, regiunea Jitomir, RSS Ucraineană, Uniunea Sovietică. Era al doilea dintre cei doi fii ai familiei; fratele său, Valentin, era cu treisprezece ani mai mare. Tatăl său, Iuri Onoprienko, a fost decorat pentru curajul său în timpul serviciului pe Frontul de Est în cel de-al Doilea Război Mondial.
Mama lui Onoprienko a murit când el avea patru ani. A fost îngrijit pentru o perioadă de bunici și de mătușa sa, după care a fost dat într-un orfelinat din satul Prîvitne, regiunea Volînia. Potrivit declarațiilor lui Onoprienko, el a resimțit profund faptul că tatăl său l-a abandonat, în timp ce fratele său a rămas în grija părintelui. Într-un interviu, a afirmat ulterior că acest fapt i-a determinat destinul și a remarcat că șaptezeci la sută dintre copiii crescuți în orfelinate ajung în închisoare la maturitate.

## Capturare
În martie 1996, Serviciul de Securitate al Ucrainei (SBU) și specialiști ai Procuraturii Generale au reținut un tânăr de 26 de ani, Iuri Mozola, ca suspect în mai multe crime brutale. Timp de trei zile, șase membri ai SBU și un reprezentant al Procuraturii l-au torturat pe Mozola. Acesta a refuzat să mărturisească și a murit în timpul torturii. Cei șapte responsabili pentru moartea sa au fost condamnați la pedepse cu închisoarea.
Șaptesprezece zile mai târziu, adevăratul criminal, Onoprienko, a fost descoperit după o amplă operațiune de căutare, la șapte ani după prima crimă. A fost identificat după ce s-a mutat la o rudă, iar ascunzătoarea sa de arme a fost descoperită. Onoprienko a fost nevoit să părăsească locuința. Câteva zile mai târziu, în baza informațiilor obținute, a fost capturat. Onoprienko a fost condamnat la moarte, dar pedeapsa i-a fost comutată în închisoare pe viață; în 1995, Ucraina aderase la Consiliul Europei și, prin urmare (la acel moment), își asumase angajamentul de a aboli pedeapsa capitală.
Când a fost în cele din urmă arestat de poliție, asupra lui Onoprienko au fost găsite în total 122 de obiecte, inclusiv o pușcă TOZ-34 cu țeava scurtată, mai multe alte arme care corespundeau celor folosite în diverse crime și o serie de bunuri care fuseseră luate de la victime. În cele din urmă, a mărturisit comiterea a opt crime între 1989 și 1995. Inițial a negat celelalte acuzații, dar în cele din urmă a recunoscut că a ucis cincizeci și două de persoane pe o perioadă de șase ani. Aflat în arest, Onoprienko a susținut că a comis crimele ca urmare a unor comenzi primite de la „voci interioare”.

## Metode
Modul de operare al lui Onoprienko consta în alegerea unei case izolate, atrăgând atenția locatarilor prin provocarea unui zgomot sau agitație. Îi ucidea pe toți ocupanții începând cu bărbatul adult, apoi o căuta și o omora pe soție, iar în cele din urmă pe copii. De obicei, incendia clădirile pentru a distruge probele. De asemenea, ucidea orice potențial martor care îi ieșea în cale în timpul raidurilor sale criminale.

## Victime
Acestea sunt crimele mărturisite de Anatoli Onoprienko, în ordine cronologică:
- 1–10. În 1989, o familie formată din zece persoane (doi adulți și opt copii) a fost ucisă în timpul unei tentative de jaf. Onoprienko a mărturisit că el și un complice, Serghei Rogozin, au comis crimele folosind arme pe care le purtau pentru autoapărare. A declarat, de asemenea, că a întrerupt orice contact cu Rogozin după aceea.
- 11–15. Tot în acel an, cinci persoane, inclusiv un băiat de 11 ani, au fost împușcate mortal în timp ce dormeau într-o mașină, după care trupurile lor au fost arse. Onoprienko a afirmat că crimele nu au fost intenționate și că intenționa doar să jefuiască mașina.
- 16–19. La 24 decembrie 1995, familia Zaicenko, formată din patru membri, a fost ucisă cu o pușcă dublă cu țeavă scurtată, în timpul unui jaf în locuința lor din Garmarnia, un sat din centrul Ucrainei, care a fost incendiat ulterior.
- 20–24. La 2 ianuarie 1996, o altă familie de patru persoane a fost împușcată mortal. Crimele au fost urmate rapid de uciderea unui pieton, pe care Onoprienko l-a omorât pentru a elimina un posibil martor.
- 25–28. La 6 ianuarie 1996, Onoprienko ar fi ucis patru persoane în trei incidente separate, pe autostrada Berdeansk–Dniprovsk, oprind mașini și împușcând șoferii. Victimele au fost: Kasai, un ofițer din marina ucraineană, Savitski, un șofer de taxi, Koceargina, o bucătăreasă de colhoz și o victimă neidentificată.
- 29–35. La 17 ianuarie 1996, familia Pilat, formată din cinci persoane, a fost împușcată mortal în locuința lor, care a fost apoi incendiată. Au mai fost uciși doi potențiali martori: un lucrător feroviar de 27 de ani, numit Kondzela, și un pieton de 56 de ani, pe nume Zaharko.
- 36–39. La 30 ianuarie 1996, Marusina, cei doi fii ai săi și un vizitator de 32 de ani numit Zagranicinii au fost împușcați mortal în regiunea Fastiv, din oblastul Kiev.
- 40–43. La 19 februarie 1996, familia Dubceak a fost ucisă în casa lor din Olevsk, oblastul Jîtomîr. Potrivit lui Onoprienko, el i-a împușcat pe tată și pe fiu, a omorât mama lovind-o cu un ciocan și i-a cerut bani fiicei, pe care a omorât-o în același mod după ce aceasta a refuzat.
- 44–48. La 27 februarie 1996, familia Bodnarciuk a fost ucisă în locuința lor din Malîn, oblastul Liov. Potrivit lui Onoprienko, el i-a împușcat pe părinți, apoi le-a tăiat cu toporul pe cele două fiice, de șapte și opt ani. O oră mai târziu, Onoprienko l-ar fi împușcat și pe un om de afaceri vecin, pe nume Țalk, care se afla în apropierea proprietății familiei Bodnarciuk, mutilându-i ulterior cadavrul cu toporul.
- 49–52. La 22 martie 1996, familia Novosad, formată din patru persoane, a fost ultima victimă cunoscută a lui Onoprienko. Potrivit declarației acestuia, i-a împușcat pe toți membrii familiei și a incendiat locuința pentru a șterge orice urmă de probă.